# 잃어버린 10년 (대한민국)
잃어버린 10년(The Lost Decade)은 대한민국의 역사적인 측면에서 국민의 정부와 참여 정부 기간을 비판하기 위해 쓰는 말이다.
이러한 견해는 이전의 노태우, 김영삼 정권과 대비하여 이 기간 동안 장기적인 경제 정체 현상과 사회적인 문제, 국가 안보위기가 나타났다는 점에 크게 부각되었다. 김대중 정권 중 IMF 경제 위기를 금모으기 운동과 같은 국민들의 애국심에만 의존했다는 비평이 있었으며, 다수 벤처기업의 해외 헐값 매각, 세계 경제 호황시기인 노무현 정권시절 제대로 된 경제정책을 만들지 못해 다른 비약적인 성장을 이룬 동아시아 국가인 중국과 비교되어 평균에 웃돌지 못했다는 점에서 전국민적인 비판을 받아왔다.  원래, 일본의 잃어버린 10년에서 그 용어를 착안하였다.
새누리당은 이 논리를 이용하여 2007년 대한민국 대통령 선거와 2012년 대한민국 대통령 선거에서 승리한 바가 있었다.